# Kopiec Gilkeya
Kopiec Gilkeya - symboliczny cmentarz osób zmarłych pod K2.
Nazwa pochodzi od nazwiska Amerykanina Artura Gilkeya, który zginął pod lawiną w czasie wyprawy w 1953 roku. Kopiec usypali jego towarzysze. Członkowie wypraw zostawiają tam tabliczki, aby upamiętnić kolegów, którzy zginęli w górach. Znalazły się tam też tabliczki upamiętniające Polaków takich jak: Maciej Berbeka, Tomasz Kowalski i Wojciech Wróż. W pobliżu kopca znajdują się też prawdziwe groby. W 1982 roku pochowano tu Halinę Kruger-Syrokomską.